# Газопровідний хаб Верне
Через розвиток газотранспортної мережі Німеччини біля містечка Верне у федеральній землі Північний Рейн-Вестфалія утворився перетин кількох газопроводів, які забезпечують доставку за напрямком північ-південь.
Через систему прокладених по дну Північного моря трубопроводів газ надходить із Норвегії (на початку 21 століття друге за розміром джерело постачання цього енергоносія після Росії) до району Емдена. Одним із напрямків його подальшого спрямування є південний, куди він потрапляє через газопровід від Різум (район приймального термінала системи Norpipe північніше Емдена) до Верне завдовжки 150 км та діаметром 1200 мм. Надалі з Верне маршрут йде на південний захід, де біля Paffrath на східній околиці Кельна з'єднується із прокладеним по долині Рейну газопроводом METG, що виводить до Франкфурта-на-Майні.
Крім того, від Верне спорудили інший газопровід до південного сходу на Шлухтерн. Довжина цієї лінії близько 260 км, діаметр 1200 мм, введення в дію припало на 1993 рік. У районі Шлухтерн газопровід перетинає маршрут іншого значного трубопроводу MIDAL (прямує на південний захід в район Франкфурта-на Майні) та веде далі до Рімпар, де відбувається з'єднання з великою системою MEGAL (тягнеться у широтному напрямку від кордону з Чехією до кордону з Францією). У 2012 році відтинок Шлухтерн — Рімпар посилили лупінгом завдовжки 67 км та діаметром 1000 мм.
На центральній ділянці газопроводу Верне — Шлухтерн — Рімпар у східному напрямку відгалужується трубопровід Лаутербах — Фітцерода, завдовжки 64 км та діаметром 1000 мм. Ще далі на схід, в Тюрингію та Саксонію, його продовжує газопровід Фітцерода — Цвіккау завдовжки 330 км, для якого обрали варіант із поступовим зменшенням діаметра труб від 1000 мм через 800 мм до 600 мм. Введений у 1992 році, він дозволив завершити переведення південної частини колишньої НДР з вугільного синтез-газу на природний.
Від того ж Лаутербах у 2007 році спорудили лінію у західному напрямку — «газопровід 83» Лаутербах — Шайдт, завдовжки понад 100 км та діаметром 1000 мм. Він проходить північніше Франкфурта-на-Майні та виходить до долини Рейну на схід від Кобленца.
Що стосується поставок газу до Верне, то окрім газопроводу з Різум сюди виходить лінія з північного сходу від Варденбург на трасі газогону Netra. Останній так само бере початок у Різум, проте неподалік від Wardenburg має сполучення із великим ПСГ в Етцель.
Втім, газопровід Різум — Верне безпосередньо проходить біля іншого значного сховища у Гронау-Epe, яке забезпечує зберігання як звичайного, так і низькокалорійного газу (специфічний продукт для Нідерландів та Німеччини). У середині 2010-х років в межах програми з переведення мережі низькокалорійного газу на загальноприйнятий стандарт заплановано будівництво лупінгу Гронау — Epe — Верне, завдовжки 70 км та діаметром 1100—1200 мм. Завершення його спорудження очікується у 2018 році.
А от початкові дослідження зі спорудження ще однієї лінії від Емдена до Верне, з подальшим виходом до бельгійського кордону, відмовились через відсутність зацікавленості учасників ринку до цього проєкту.